# Ubikh (grup ètnic)
|  | Per a altres significats, vegeu «Ubikh». |

Ubikh o Tpakh és una ètnia del Caucas, emparenta de manera propera als abkhazos i als txerkessos. Vivien a la rodalia de la moderna Sotxi i el seu contacte amb els txerkessos ha fet evolucionar la seva llengua cap a la d'aquestos, quan abans era més propera a l'abkhaz. Les primeres informacions procedeixen d'Ewliya Çelebi al segle xvii. Foren el darrer poble del Caucas a capitular davant els russos (1864) i després van emigrar a l'Imperi Otomà. Eren uns 25.000 i van emigrar junt amb la meitat dels abkhazos i dels circassians. A l'inici del segle XX hi havia pobles ubikhs en quatre regions: a l'est d'Izmit prop del llac Sapanca; prop de Bandirma al sud del llac Manyas; prop de Marash i prop de Samsun; durant la guerra grecoturca de 1919-1922 van patir considerablement i van quedar delmats i es van dissoldre dins la comunitat dels circassians. El darrer parlant d'ubikh fou Tewfik Eseç, que va morir el 1992. Els descendents d'ubikhs s'identifiquen com a membres de la tribu ubikh dins l'ètnica circassiana, i no com ètnia separada. La llengua i el folklore han estat preservats mercès als estudis i les recopilacions de diversos savis, entre els quals el francès Georges Dumézil i el seu deixeble G. Charachidze.